# Marie Walpurgis von Lerchenfeld
Marie Walpurgis von Lerchenfeld, född 1713, död 1769, var en österrikisk hovfunktionär. 
Hon var guvernant till Maria Theresa av Österrikes barn, bland dem Marie Antoinette.